# Guyana i olympiska sommarspelen 1980
Guyana deltog i de olympiska sommarspelen 1980 med en trupp bestående av åtta deltagare, sju män och en kvinna, vilka deltog i tio tävlingar i tre sporter. Landets enda medalj var ett brons taget av Michael Anthony i boxning.

## Boxning
Bantamvikt
- Michael Anthony → Brons
  1. Första omgången — Bye
  2. Andra omgången — Besegrade Nureni Gbadamosi (Nigeria) på poäng (5-0)
  3. Tredje omgången — Besegrade Fayez Zaghloul (Syrien) på poäng (3-2)
  4. Kvartsfinal — Besegrade Daniel Zaragoza (Mexiko) efter att domaren stoppade matchen i den andra omgången
  5. Semifinal — Förlorade mot Juan Hernández (Kuba) på poäng (0-5)

Fjädervikt
- Fitzroy Brown
  1. Första omgången — Bye
  2. Andra omgången — Besegrade Abilio Almeida Cabral (Angola) på poäng (5-0)
  3. Tredje omgången — Förlorade mot Luis Pizarro (Puerto Rico) på poäng (0-5)

Lätt weltervikt
- Barrington Cambridge
  1. Första omgången — Förlorade mot Boualem Belaouane (Algeriet) på poäng (0-5)

## Cykling
Herrarnas sprint
- James Joseph

Herrarnas tempolopp
- Errol McLean

## Friidrott
Herrarnas 100 meter
- James Gilkes
  - Heat — 10,34
  - Kvartsfinal — 10,26
  - Semifinal — 10,44 (→ gick inte vidare)

Damernas 100 meter
- Jennifer Innis
  - Heat — 11,79 (→ gick inte vidare)

Damernas längdhopp
- Jennifer Innis
  - Kval — 6,44 m
  - Final — 6,10 m (→ 13:e plats)